# Tricolia speciosa
Tricolia speciosa é uma espécie de molusco pertencente à família Phasianellidae.
A autoridade científica da espécie é Mühlfeld, tendo sido descrita no ano de 1824.
Trata-se de uma espécie presente no território português, incluindo a zona económica exclusiva.